# 斯諾登伯爵夫人塞雷娜·阿姆斯特朗-瓊斯
斯諾登伯爵夫人塞雷娜·阿姆斯特朗-瓊斯（英語：Serena Armstrong-Jones, Countess of Snowdon；1970年3月1日—），母姓斯坦霍普，是一名盎格魯-愛爾蘭貴族。她是第二代斯諾登伯爵大衛·阿姆斯特朗-瓊斯的妻子、瑪嘉烈公主的兒媳、英女王伊麗莎白二世的姨甥媳。

## 早年生活
塞雷娜·阿萊恩·斯坦霍普出生於愛爾蘭利默里克，是時任彼得斯林子爵和其妻弗吉尼亞·弗里曼-傑克遜（Virginia Freeman-Jackson）的女兒，父母二人在其13歲時離異。塞雷娜的父系血緣是查理二世的私生子第一代葛拉夫頓公爵亨利·斐茲洛伊的後代。
塞雷娜在童年時期通常會在車路士與父親和其女友（後為繼妻）薩福克伯爵夫人安妮塔·霍華德共處，或前往摩納哥陪伴母親。
塞雷娜曾就讀於旺塔奇聖瑪麗學校，當時的老師們則指出其對袋棍球的興趣比拉丁文更高。她畢業後前往意大利修讀藝術，並曾在瑞士就讀禮儀學校。

## 職業
1989年，塞雷娜以實習生身份加入蘇富比。她其後在亞曼尼擔任公關人員，並於1993年8月離職，即與林利子爵成婚前兩個月。
在成為子爵夫人後，塞雷娜開設了一家名為「塞雷娜·林利普羅旺斯（Serena Linley Provence）」的店舖，於2014年結業。

## 婚姻與子嗣
塞雷娜在1993年10月8日與瑪嘉烈公主的兒子、英女王伊麗莎白二世的姨甥林利子爵大衛·阿姆斯特朗-瓊斯結婚，並於威斯敏斯特聖瑪格麗特教堂舉行婚禮。二人在塞雷娜的父親委託大衛為其在車路士的房子設計一張胡桃木餐桌時相識。
共有650名賓客出席了二人的婚禮，包括威爾斯王妃黛安娜、英國搖滾樂唱作人艾爾頓·強、美國超級名模兼演員瑞莉·霍爾、伊斯瑪儀派精神領袖阿迦汗四世及前希臘國王康斯坦丁二世等；另有約5000名群衆在街道上旁觀。塞雷娜穿著一件由布魯斯·羅賓斯（Bruce Robbins）設計、價值9,000元美金的婚紗，婚紗的設計致敬了婆母瑪嘉烈公主於1960年結婚時由諾曼·哈特內爾設計的婚紗；頭戴由瑪嘉烈公主借出的蓮花王冠。她的蜜月私服（going-away outfit）則是羅賓遜·瓦倫丁的設計。
塞雷娜與丈夫共育有兩名子女，均於於倫敦波特蘭醫院出生：
- 林利子爵查爾斯·帕特里克·伊尼戈·阿姆斯特朗-瓊斯（1999年7月1日－）：曾擔任英女王伊麗莎白二世的提袍男童（英语：page of honour）[10] 。
- 瑪格麗特·伊麗莎白·露絲·阿萊恩·阿姆斯特朗-瓊斯女勳爵（2002年5月14日－）

在第一代斯諾登伯爵安東尼·阿姆斯特朗-瓊斯於2017年逝世後，其夫林利子爵正式繼承史諾頓伯爵的爵位，塞雷娜則隨之成為斯諾登伯爵夫人。
2020年2月，塞雷娜與丈夫正式分居，並由發言人證實二人將會離婚。

## 稱謂與頭銜
- 1970年3月1日－1993年10月8日：尊敬的塞雷娜·阿萊恩·斯坦霍普閣下
- 1993年10月8日－2017年1月13日：林利子爵夫人
- 2017年1月13日至今：非常尊敬的斯諾登伯爵夫人閣下